# Euergetyzm
Euergetyzm (gr. euergesia – "czynić dobro", "postępować dobrze") – w Starożytnej Grecji obyczaj pokrywania części kosztów funkcjonowania polis przez najbogatszych mieszkańców. Najczęściej dotacje pokrywały koszty budowy i utrzymania gimnazjonów, łaźni, teatrów, urzędów i świątyń. W pierwotnym znaczeniu oznaczała bycie prawym obywatelem i wykonywanie więcej, aniżeli wymagały obowiązujące prawa pisane, bądź czynienie dobra na rzecz wspólnoty. Poświadczona jest co najmniej od IV w. p.n.e., dla czasów wcześniejszych brak zachowanych tekstów. Z czasem euergetyzm zaczął ewoluować w stronę nieobowiązkowego czynienia dobra. 
W Atenach za euergetę uznawany był także każdy cudzoziemiec, który złożył dar na rzecz miasta. Euergetyzm rozwinął się zwłaszcza w czasach panowania rzymskiego. Euergetami byli wówczas również cesarze, dysponujący nieporównanie większym budżetem od greckich elit. Za przejaw euergetyzmu uznawano także wykorzystywanie swoich wpływów osób z otoczenia cesarskiego dla dobra macierzystego miasta bądź prowincji.
Synonimem słowa "euergetyzm" jest spolszczona wersja jego greckiego odpowiednika – euergezja. 
Euergetyzm skupiał się także na opiece nad potrzebującymi. Odgrywał pierwszoplanową rolę w zakresie działań, które współcześnie określa się mianem opieki społecznej – przede wszystkim gwarantował wsparcie ubogim, finansował sprawienie pogrzebu niezamożnym obywatelom, dawał możliwość darowania zadłużenia, jakie miasto zaciągnęło wobec dłużnika. Do popularnych działań euergetów należało także rozdawnictwo środków utrzymania – co w zamyśle miało służyć zapobieganiu zamieszkom w środowiskach społecznych. 
Euergetyzm w ujęciu filozoficznym był praktycznym działaniem wynikającym z idei filantropii. 